# Compsoptera jourdanaria
Compsoptera jourdanaria is een vlinder uit de familie spanners (Geometridae). De wetenschappelijke naam is voor het eerst geldig gepubliceerd in 1826 door Serres.
De soort komt voor in Europa.